# Otohydra tremulans
Otohydra tremulans är en nässeldjursart som beskrevs av Lacassagne 1973. Otohydra tremulans ingår i släktet Otohydra och familjen Otohydridae. Inga underarter finns listade i Catalogue of Life.